# 橫芝站
橫芝站（日语：／ Yokoshiba eki */?）是位於千葉縣山武郡橫芝光町橫芝1360番2號，東日本旅客鐵道（JR東日本）的總武本線車站。

## 歷史
- 1897年（明治30年）6月1日：總武鐵道成東站至銚子站之間開通，此站啟用[1]。
- 1907年（明治40年）9月1日：總武鐵道被國有化（日语：鉄道国有法），成為帝國鐵道廳車站[1]。
- 1909年（明治42年）10月12日：制定路線名稱，成為總武本線車站。
- 1973年（昭和48年）7月1日：結束貨物起卸業務[1]。
- 1974年（昭和49年）10月26日：佐倉站至銚子站之間電氣化[1]。
- 1987年（昭和62年）4月1日：伴隨國鐵分割民營化，車站由東日本旅客鐵道（JR東日本）營運[2]。
- 2005年（平成17年）：成為業務委託車站[1]。
- 2006年（平成18年）3月：「綠色窗口」結業，同時設置「你好售票機Kaeru君（日语：もしもし券売機Kaeruくん）」[3]。
- 2009年（平成21年）3月14日：此站開始使用IC卡「Suica」[4]。成為東京近郊區間範圍內[4]。
- 2010年（平成22年）：在2014年（平成26年）使用社會資本一般維修補助金，以進行市區更新維修計劃事業[5]，包括改善南出口站前廣場和提升車站南出口周邊地區的防災、預防犯罪，形成一個安全和安心的都市。
- 2012年（平成24年）
  - 3月8日：「你好售票機Kaeru君（日语：もしもし券売機Kaeruくん）」停止運作。
  - 3月9日：「指定席售票機」開始運作。
- 2016年（平成28年）2月15日：指定席售票機（日语：指定席券売機）停止運作。

## 車站構造
此站是地面車站，設有1面1線的單式月台（靠近車站大樓）和1面2線的島式月台（北邊），共有2面3線的月台。月台沒有提高高度。
車站大樓位於路軌東南方。各月台之間設有沒有上蓋跨線橋連接。在島式月台上設有候車室。此站也設有1條側線，該側線連接1號月台靠近松尾一方的路軌。在單式月台靠近松尾一方設有缺欠式月台（另一條側線）。
車站大樓在1897年（明治30年）6月1日啟用時已經存在，為一座木造建築物，以歇山頂為大樓特徴。大樓在1998年（平成10年）翻新，當中翻新了屋頂和牆身重新塗裝。大樓內設有候車室和短距離自動售票機。此站沒有磁式車票的自動閘機。有人售票處（綠色窗口）在2006年（平成18年）結業，取而代之為設置了「你好售票機Kaeru君」。此站設有簡易Suica閘機。「你好售票機Kaeru君」在2012年（平成24年）3月8日停止運作，翌日3月9日首班車時刻起設置了指定席售票機。但是在2016年（平成28年）2月15日，指定席售票機停止運作。
此站成為由成東站管理的業務委託車站，委托了JR東日本車站服務負責車站業務。
另外，曾經在檢票口設有商店，在2000年代初結業。現時設有自動販賣機（販賣飲品、糖果類和新聞）。

### 月台
靠近車站大樓（東南方向）的月台是1號月台，對面是2、3號月台。
| 月台 | 路線      | 上下行 | 方向           | 備註              |
| ---- | --------- | ------ | -------------- | ----------------- |
| 1、3 | ■總武本線 | 上行   | 成東、千葉方向 | 首班車使用3號月台 |
| 2、3 | ■總武本線 | 下行   | 旭、銚子方向   |                   |

參考
- 3號月台可從銚子方向進站和向銚子方向出發。在定期時間表上，上行列車沒有待避列車。
- 3號月台在緊急情況，可進行折返之用。
- 在晚間，3號月台設有普通列車停泊。
- 1、2號月台可容納11卡車廂，3號月台可容納6卡車廂。

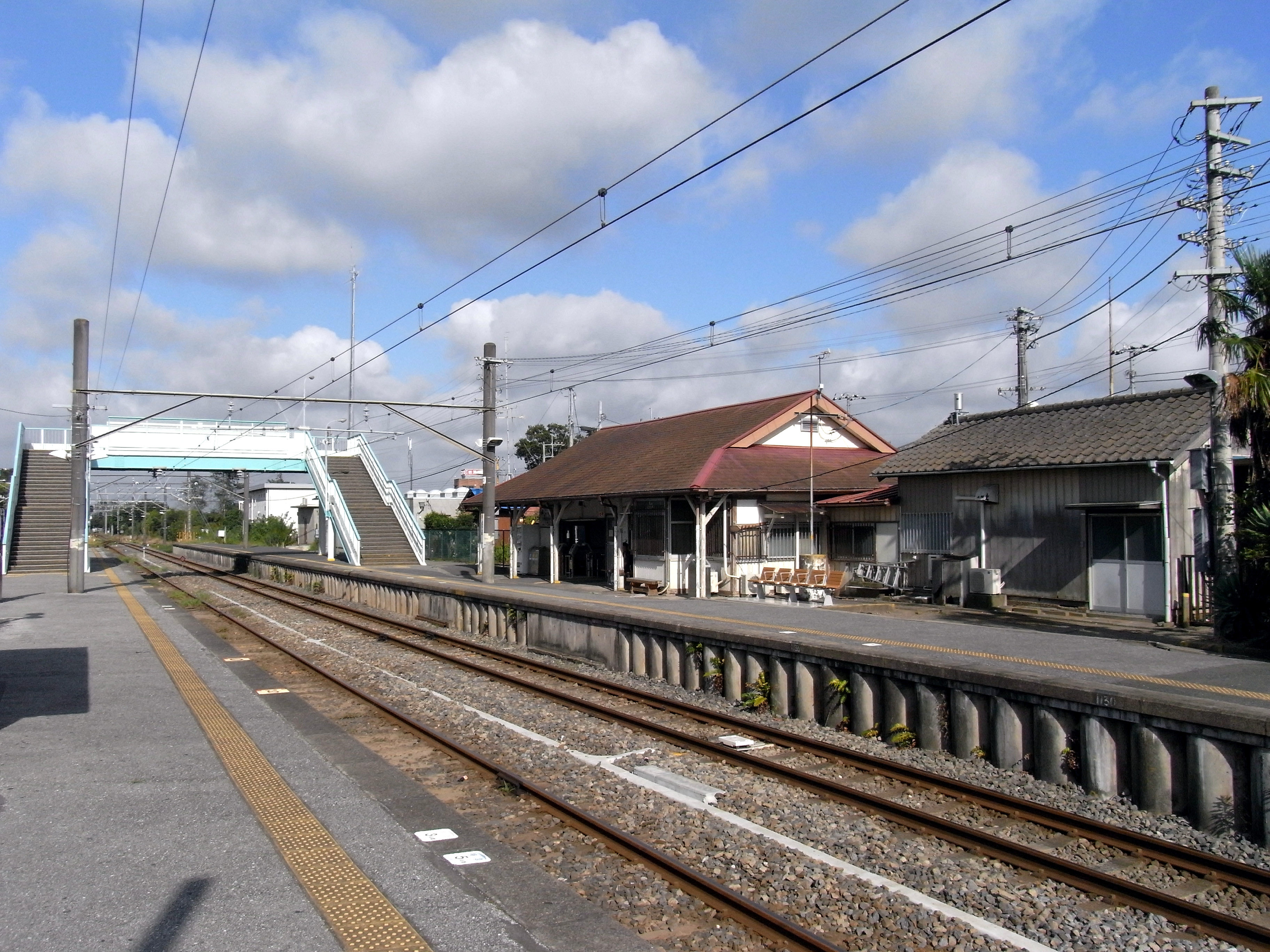
月台（2009年9月6日）
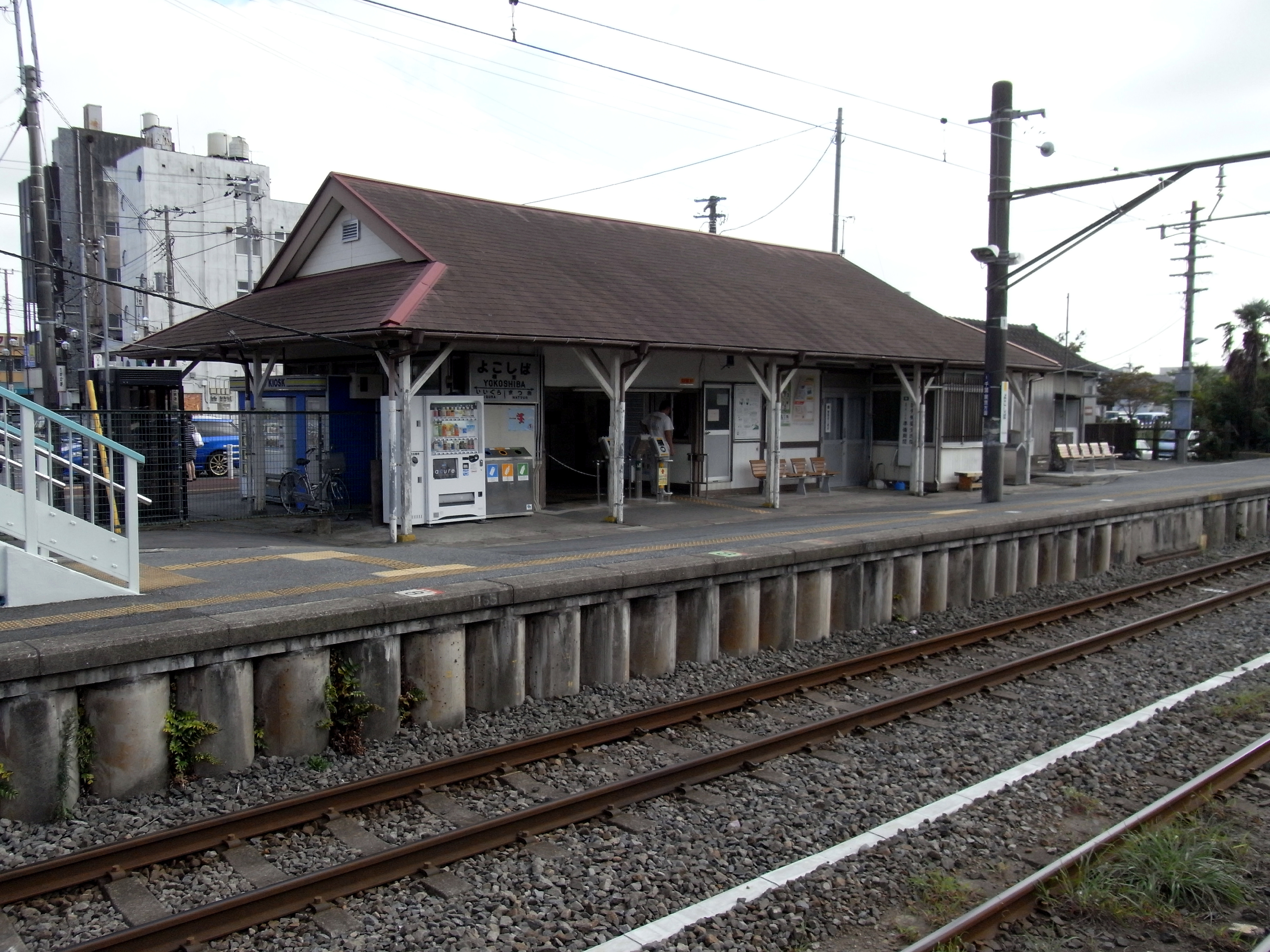
木造車站大樓（2009年9月6日）
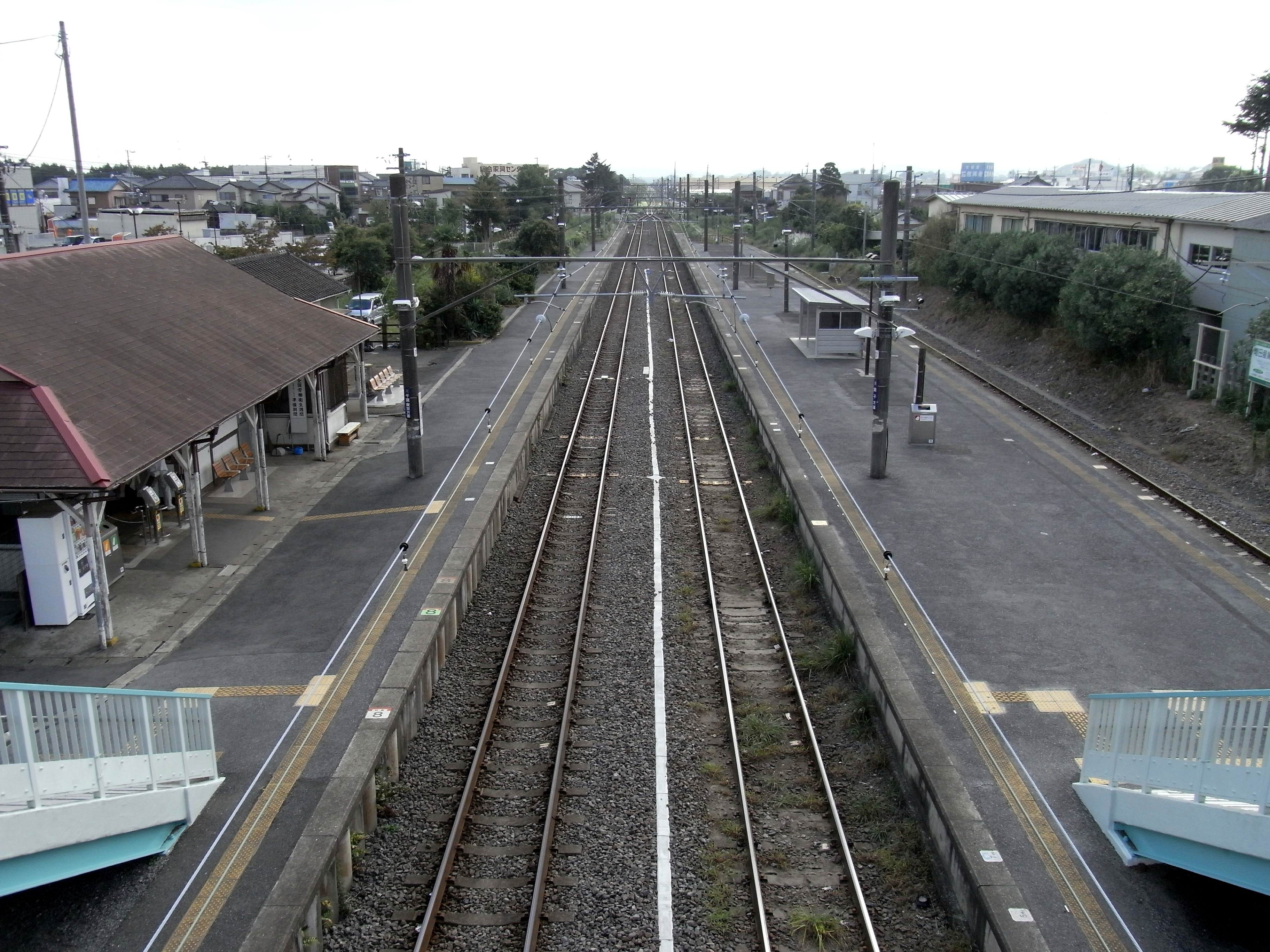
從跨線橋望向佐倉一方（2009年9月6日）

## 使用狀況
在2019年（令和元年）度1日平均乘車人次為,1358人，以下為乘車人次變化列表：
| 乘車人次變化       | 乘車人次變化     | 乘車人次變化 |
| 年度               | 1日平均 乘車人次 | 參考資料     |
| ------------------ | ---------------- | ------------ |
| 1990年（平成02年） | 2,269            | [ * 1 ]      |
| 1991年（平成03年） | 2,261            | [ * 2 ]      |
| 1992年（平成04年） | 2,344            | [ * 3 ]      |
| 1993年（平成05年） | 2,326            | [ * 4 ]      |
| 1994年（平成06年） | 2,329            | [ * 5 ]      |
| 1995年（平成07年） | 2,274            | [ * 6 ]      |
| 1996年（平成08年） | 2,264            | [ * 7 ]      |
| 1997年（平成09年） | 2,157            | [ * 8 ]      |
| 1998年（平成10年） | 2,096            | [ * 9 ]      |
| 1999年（平成11年） | 2,103            | [ * 10 ]     |
| 2000年（平成12年） | 1,987            | [ * 11 ]     |
| 2001年（平成13年） | 1,921            | [ * 12 ]     |
| 2002年（平成14年） | 1,837            | [ * 13 ]     |
| 2003年（平成15年） | 1,774            | [ * 14 ]     |
| 2004年（平成16年） | 1,701            | [ * 15 ]     |
| 2005年（平成17年） | 1,601            | [ * 16 ]     |
| 2006年（平成18年） | 1,567            | [ * 17 ]     |
| 2007年（平成19年） | 1,505            | [ * 18 ]     |
| 2008年（平成20年） | 1,489            | [ * 19 ]     |
| 2009年（平成21年） | 1,469            | [ * 20 ]     |
| 2010年（平成22年） | 1,436            | [ * 21 ]     |
| 2011年（平成23年） | 1,408            | [ * 22 ]     |
| 2012年（平成24年） | 1,418            | [ * 23 ]     |
| 2013年（平成25年） | 1,421            | [ * 24 ]     |
| 2014年（平成26年） | 1,382            | [ * 25 ]     |
| 2015年（平成27年） | 1,420            | [ * 26 ]     |
| 2016年（平成28年） | 1,410            | [ * 27 ]     |
| 2017年（平成29年） | 1,406            | [ * 28 ]     |
| 2018年（平成30年） | 1,391            | [ * 29 ]     |
| 2019年（令和元年） | 1,358            |              |

## 車站周邊

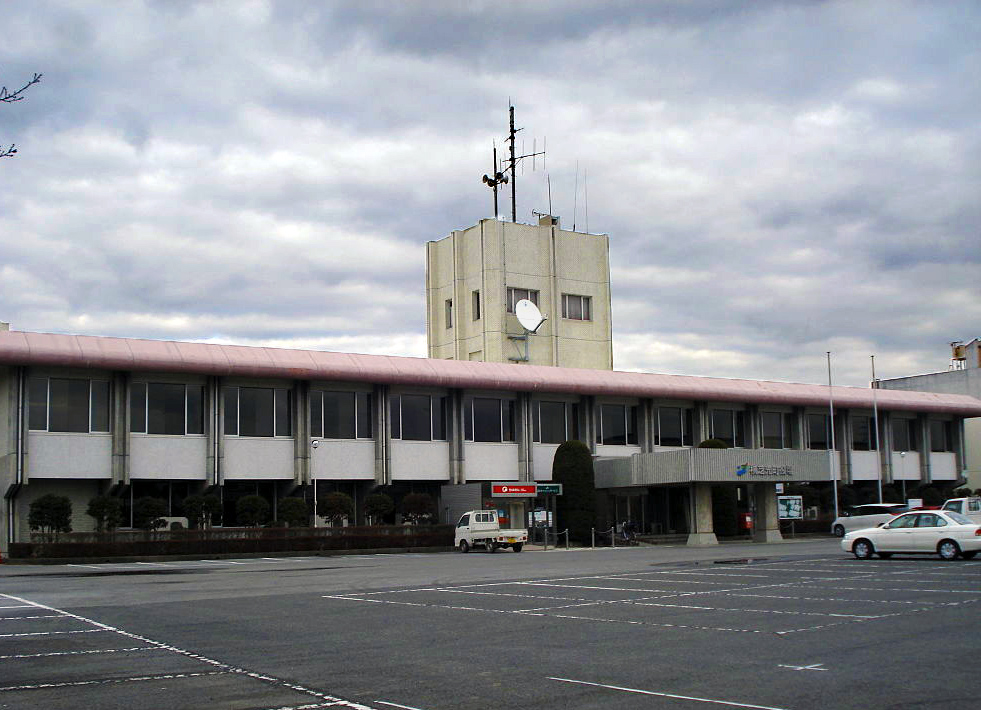
橫芝光町公所

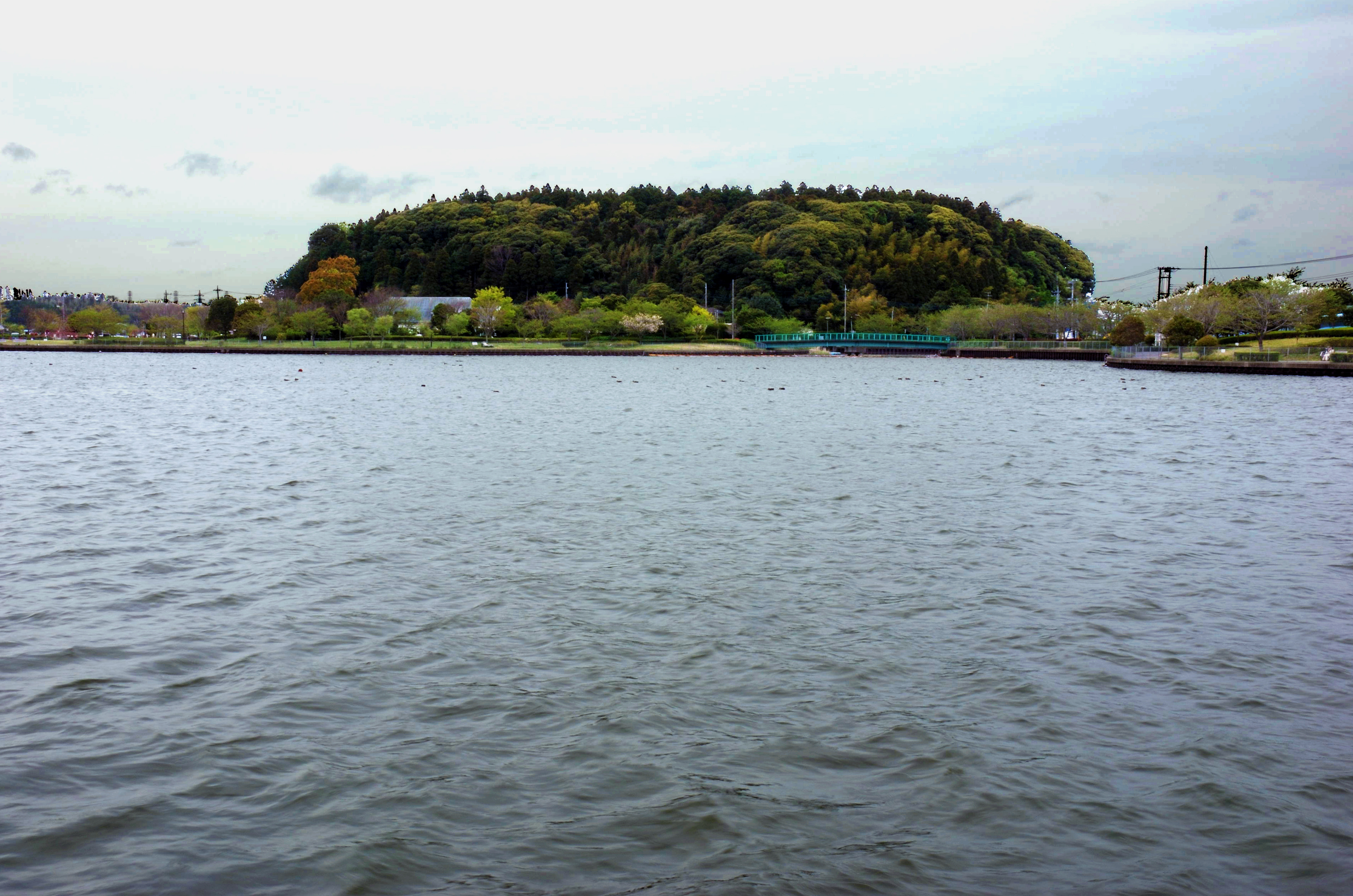
坂田池和坂田城址

此站位於舊·橫芝町中心。在2006年（平成18年）被合併為橫芝町中心車站。於栗山川對面為光町，該町內沒有車站。在橫芝町合併前為車站玄關口。橫芝光町公所（舊·光町公所）位於車站東北約1.5公里處。曾經在車站西南方約1.2公里處設有橫芝光町橫芝行政中心（舊·橫芝町公所），後來與橫芝光町公所合併。
站前設有大型巴士的巴士站、的士等候區和的士站，也設有為傷殘人士而設的上落客區。鄰接站前廣場設有Kiss & Ride等待處（私家車等接送等待區）。沿國道126號上，於路軌旁設有大型購物中心、商業設施和餐廳（連鎖店）。
- 國道126號（日语：国道126号）
- 千葉縣道78號橫芝上堺線（日语：千葉県道78号横芝上堺線）
- 千葉縣道79號橫芝下總線（日语：千葉県道79号横芝下総線）
- 千葉縣道108號橫芝停車場白濱線（日语：千葉県道108号横芝停車場白浜線）
- 橫芝光町公所（步行約18分鐘）
- 橫芝光町文化會館
- 橫芝郵局（日语：横芝郵便局）
- 千葉銀行橫芝分店
- 京葉銀行（日语：京葉銀行）橫芝分店
- 橫芝光町橫芝B&G海洋中心（日语：ブルーシー・アンド・グリーンランド財団）
- 坂田池#周辺（日语：坂田池#周辺）
- 坂田城址（日语：坂田城）

主要商業設施
- Peer City橫芝光（路邊型購物中心）　
  - カスミKasumi（日语：カスミKasumi）美食廣場橫芝光店
  - DAISOPeer City橫芝光店
- VIVA HOME（日语：ビバホーム）橫芝店
- 山田電機Teccland橫芝光店
- Yax藥局（日语：千葉薬品）橫芝光店

## 巴士路線
| 乘車處 | 系統                        | 主要途經                              | 目的地   | 巴士公司         | 備註            |
| ------ | --------------------------- | ------------------------------------- | -------- | ---------------- | --------------- |
| 橫芝站 | 水戶線                      | 谷台、水戶                            | 多古車廠 | 千葉交通         |                 |
| 橫芝站 | 蓮沼循環線                  | 鳥喰、上堺四角、殿下海岸、南丘        | 橫芝站   | 千葉交通         | 濱回            |
| 橫芝站 | 蓮沼循環線                  | 鳥喰、上堺四角、南丘、殿下海岸        | 橫芝站   | 千葉交通         | 丘回            |
| 橫芝站 | 蓮沼循環線                  | 栗山南部、上堺四角、南丘、殿下海岸    | 橫芝站   | 千葉交通         | 丘回            |
| 橫芝站 | 循環橫芝號 （上堺鳥喰循環） | 栗山南部、屋形、新島                  | 橫芝站   | 橫芝光町循環巴士 |                 |
| 橫芝站 | 循環橫芝號 （上堺鳥喰循環） | 新島、屋形、栗山南部、橫芝站          | 東陽醫院 | 橫芝光町循環巴士 |                 |
| 橫芝站 | 循環橫芝號 （大總栗山循環） | 於幾、中谷、長倉                      | 橫芝站   | 橫芝光町循環巴士 |                 |
| 橫芝站 | 循環橫芝號 （大總栗山循環） | 長倉、中谷、於幾                      | 橫芝站   | 橫芝光町循環巴士 |                 |
| 橫芝站 | 循環橫芝號 （日吉南條循環） | 光運動公園、飯倉站、小田部團地前      | 橫芝站   | 橫芝光町循環巴士 | 右回            |
| 橫芝站 | 循環橫芝號 （日吉南條循環） | 小田部團地前、飯倉站、光運動公園      | 橫芝站   | 橫芝光町循環巴士 | 左回            |
| 橫芝站 | 循環橫芝號 （東陽白濱循環） | 桑鄉、飯倉站、木戶濱、橫芝站          | Plum     | 橫芝光町循環巴士 | 右回            |
| 橫芝站 | 循環橫芝號 （東陽白濱循環） | 木戶濱、飯倉站、桑鄉、橫芝站          | Plum     | 橫芝光町循環巴士 | 左回            |
| 橫芝站 | 公共設施循環                | Sapia町民文化中心、役所場前、東陽醫院 | 橫芝站   | 橫芝光町循環巴士 | 右回            |
| 橫芝站 |                             | Sapia町民文化中心                     | 橫芝站   | 橫芝光町循環巴士 |                 |
| 橫芝站 | Plum                        | 東陽醫院                              |          | 橫芝光町循環巴士 |                 |
| 橫芝站 | Plum                        |                                       |          | 橫芝光町循環巴士 |                 |
| 橫芝   | 高速                        | 千葉站、千葉中央站、海濱幕張站        | 執照中心 | 千葉交通         | 平日只有早上1班 |

「橫芝」巴士站在國道126號上

## 其他
- 此站的尾班列車於凌晨12時43分到達（1321M），此站的首班列車於早上6時59分出發（1328M），兩班列車均使用6卡編成的209系2100番台。在2010年3月12日前，尾班列車會以成東站為終點站，隨後以不載客列車前往此站。在2010年3月13日起，上述列車以此站為終點站PDF。
- 在車站大樓牆身上，設置了國鐵時代的電照式站名牌。

## 相鄰車站
東日本旅客鐵道（JR東日本）
■總武本線
- 特急「潮騷號」停車站

松尾－橫芝－飯倉

## 注腳

### 使用狀況
1. ↑  千葉縣統計年鑑 （页面存档备份，存于）（日語） - 千葉縣

JR東日本2000年度以後的乘車人次
1. ↑  各駅の乗車人員（2000年度） （页面存档备份，存于）（日語） - JR東日本
2. ↑  各駅の乗車人員（2001年度） （页面存档备份，存于）（日語） - JR東日本
3. ↑  各駅の乗車人員（2002年度） （页面存档备份，存于）（日語） - JR東日本
4. ↑  各駅の乗車人員（2003年度） （页面存档备份，存于）（日語） - JR東日本
5. ↑  各駅の乗車人員（2004年度） （页面存档备份，存于）（日語） - JR東日本
6. ↑  各駅の乗車人員（2005年度） （页面存档备份，存于）（日語） - JR東日本
7. ↑  各駅の乗車人員（2006年度） （页面存档备份，存于）（日語） - JR東日本
8. ↑  各駅の乗車人員（2007年度） （页面存档备份，存于）（日語） - JR東日本
9. ↑  各駅の乗車人員（2008年度） （页面存档备份，存于）（日語） - JR東日本
10. ↑  各駅の乗車人員（2009年度） （页面存档备份，存于）（日語） - JR東日本
11. ↑  各駅の乗車人員（2010年度） （页面存档备份，存于）（日語） - JR東日本
12. ↑  各駅の乗車人員（2011年度） （页面存档备份，存于）（日語） - JR東日本
13. ↑  各駅の乗車人員（2012年度） （页面存档备份，存于）（日語） - JR東日本
14. ↑  各駅の乗車人員（2013年度） （页面存档备份，存于）（日語） - JR東日本
15. ↑  各駅の乗車人員（2014年度） （页面存档备份，存于）（日語） - JR東日本
16. ↑  各駅の乗車人員（2015年度） （页面存档备份，存于）（日語） - JR東日本
17. ↑  各駅の乗車人員（2016年度） （页面存档备份，存于）（日語） - JR東日本
18. ↑  各駅の乗車人員（2017年度） （页面存档备份，存于）（日語） - JR東日本
19. ↑  各駅の乗車人員（2018年度） （页面存档备份，存于）（日語） - JR東日本
20. ↑  各駅の乗車人員（2019年度） （页面存档备份，存于）（日語） - JR東日本

千葉縣統計年鑑
1. ↑  千葉縣統計年鑑（平成3年） （页面存档备份，存于）（日語）
2. ↑  千葉縣統計年鑑（平成4年） （页面存档备份，存于）（日語）
3. ↑  千葉縣統計年鑑（平成5年） （页面存档备份，存于）（日語）
4. ↑  千葉縣統計年鑑（平成6年） （页面存档备份，存于）（日語）
5. ↑  千葉縣統計年鑑（平成7年） （页面存档备份，存于）（日語）
6. ↑  千葉縣統計年鑑（平成8年） （页面存档备份，存于）（日語）
7. ↑  千葉縣統計年鑑（平成9年） （页面存档备份，存于）（日語）
8. ↑  千葉縣統計年鑑（平成10年） （页面存档备份，存于）（日語）
9. ↑  千葉縣統計年鑑（平成11年） （页面存档备份，存于）（日語）
10. ↑  千葉縣統計年鑑（平成12年） （页面存档备份，存于）（日語）
11. ↑  千葉縣統計年鑑（平成13年） （页面存档备份，存于）（日語）
12. ↑  千葉縣統計年鑑（平成14年） （页面存档备份，存于）（日語）
13. ↑  千葉縣統計年鑑（平成15年） （页面存档备份，存于）（日語）
14. ↑  千葉縣統計年鑑（平成16年） （页面存档备份，存于）（日語）
15. ↑  千葉縣統計年鑑（平成17年） （页面存档备份，存于）（日語）
16. ↑  千葉縣統計年鑑（平成18年） （页面存档备份，存于）（日語）
17. ↑  千葉縣統計年鑑（平成19年） （页面存档备份，存于）（日語）
18. ↑  千葉縣統計年鑑（平成20年） （页面存档备份，存于）（日語）
19. ↑  千葉縣統計年鑑（平成21年） （页面存档备份，存于）（日語）
20. ↑  千葉縣統計年鑑（平成22年） （页面存档备份，存于）（日語）
21. ↑  千葉縣統計年鑑（平成23年） （页面存档备份，存于）（日語）
22. ↑  千葉縣統計年鑑（平成24年） （页面存档备份，存于）（日語）
23. ↑  千葉縣統計年鑑（平成25年） （页面存档备份，存于）（日語）
24. ↑  千葉縣統計年鑑（平成26年） （页面存档备份，存于）（日語）
25. ↑  千葉縣統計年鑑（平成27年） （页面存档备份，存于）（日語）
26. ↑  千葉縣統計年鑑（平成28年） （页面存档备份，存于）（日語）
27. ↑  千葉縣統計年鑑（平成29年） （页面存档备份，存于）（日語）
28. ↑  千葉縣統計年鑑（平成30年） （页面存档备份，存于）（日語）
29. ↑  千葉縣統計年鑑（令和元年） （页面存档备份，存于）（日語）

## 外部連結
- 車站資訊（橫芝）：東日本旅客鐵道（日語）